# حياة بطيئة

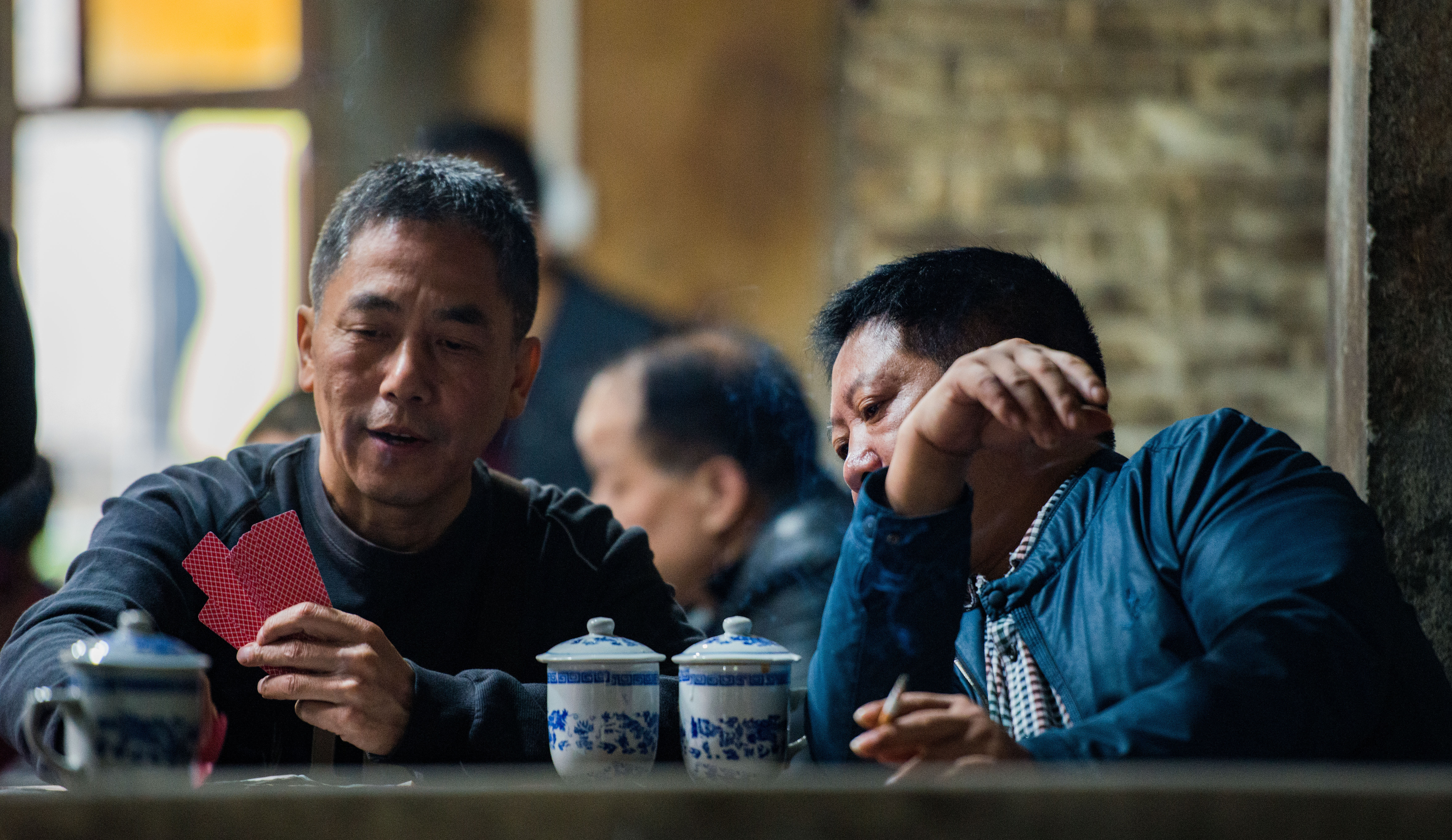
حياة بطيئة في بيت شاي في تشونغتشينغ، الصين

الحياة البطيئة أو العيش البطيء (Slow living) هو أسلوب حياة يشجّع على اتباع وتيرة أبطأ في التعامل مع جوانب الحياة اليومية، وذلك من خلال إنجاز المهام بوتيرة مريحة ومسترخية. تعود أصول هذا النمط من العيش إلى حركة "الطعام البطيء" الإيطالية، التي دعت إلى اعتماد تقنيات الإنتاج الغذائي التقليدية ردًّا على الانتشار المتزايد للوجبات السريعة خلال ثمانينيات وتسعينيات القرن الماضي. وقد تأثرت هذه الحركة وأسلوب الحياة المرتبط بها بشكل كبير بالمفكر والناشط كارلو بيتريني، مؤسس منظمة "الطعام البطيء" سنة 1986، وهي منظمة لا تزال إلى اليوم تدعو إلى تناول الطعام المحلي والتقليدي وعالي الجودة.
وتتفرّع من نمط "الحياة البطيئة" عدة اتجاهات فرعية، مثل "المال البطيء" و"المدن البطيئة"، والتي تُطرَح كحلول للآثار البيئية السلبية الناتجة عن للرأسمالية والاستهلاك المفرط، بما يتماشى مع أهداف الحركة الخضراء.
يركّز هذا النمط من الحياة أيضًا على فكرة أن العيش السريع والمحموم يُفضي إلى الفوضى، في حين أن الوتيرة الأبطأ تُشجّع على التمتّع بالحياة، وتقدير التجارب الحسية بعمق، والقدرة على "العيش في اللحظة الحالية". ومع ذلك، فإن الحياة البطيئة لا تعني رفض استخدام بعض أشكال التكنولوجيا الحديثة، مثل الهواتف المحمولة والإنترنت أو الخدمات الرقمية المختلفة. فعلى سبيل المثال، استُخدم وسم #SlowLiving أكثر من ستة ملايين مرة على منصة إنستغرام.
غالبًا ما تُختصر أهداف أسلوب "الحياة البطيئة" في كلمة "SLOW"، والتي تُستخدم كاختصار خلفي (Backronym) يرمز إلى:
- S: مستدام (Sustainable)
- L: محلي (Local) – أي استخدام المواد والمنتجات المحلية
- O: عضوي (Organic) – تجنّب المنتجات التي صُنعت أو زُرعت باستخدام مواد سامة أو معدلة وراثيا
- W: كامل (Whole) – أي غير معالج أو مكرّر